# Vicente Asensi Albentosa
Vicente Asensi era un futbolista valencià. Va nàixer a l'Alcúdia de Crespins (la Costera, País Valencià), el 28 de gener de 1919. Jugava d'interior esquerrà i tota la seua carrera esportiva com a professional va transcórrer al València CF.
Juntament amb Epi, Amadeo, Mundo i Gorostiza, va formar part de la davantera elèctrica.
Si bé es va fer famós jugant a la davantera, amb el pas del temps va anar endarrerint la seua posició fins a acabar jugant de defensa.

## Internacional
Va ser internacional amb la selecció espanyola en sis ocasions. Va debutar el 6 de maig de 1945 front a Portugal. Va disputar la fase final de la Copa del Món Brasil 1950, on Espanya va quedar en quart lloc.

## Entrenador
Al llarg de la temporada 1962/63 va tenir un breu pas com a entrenadors del CE Castelló, que llavors jugava en Tercera divisió. Amb la competició ja començada, va substituir un home de la casa com Vicente Hernández. Tot i millorar lleugerament el rendiment del seu predecessor, no aconseguí eixir de zona mitjana de la classificació, el que acabà per produir l'eixida del club orellut al desembre de 1962.

## Clubs
- Burjassot CF – 1939-1940 - Segona divisió
- València CF - 1940-1952 - Primera divisió – 308 partits i 33 gols

## Palmarès
- 3 Lligues - València CF - 1941-1942, 1943-1944 i 1946-1947
- 2 Copes del Rei - València CF - 1941 i 1949